# Cystocloniaceae
Famille
Les Cystocloniaceae sont une famille d’algues rouges de l’ordre des Gigartinales.

## Liste des genres
Selon AlgaeBase (3 février 2019) :
- genre Acanthococcus J.D.Hooker & Harvey
- genre Austroclonium Min-Thein & Womersley
- genre Bifida Stackhouse
- genre Calliblepharis Kützing
- genre Ciliaria Stackhouse
- genre Craspedocarpus F.Schmitz
- genre Cystoclonium Kützing
- genre Dictyopsis Sonder
- genre Erythronaema J.Agardh
- genre Fimbrifolium G.I.Hansen
- genre Gloiophyllis J.Agardh
- genre Grunowiella F.Schmitz
- genre Hypnea J.V.Lamouroux
- genre Hypneocolax Børgesen
- genre Leptophyllium Nägeli
- genre Peltasta J.Agardh
- genre Rhodophyllis Kützing
- genre Sarcophylla Stackhouse
- genre Stictophyllum Kützing
- genre Stictosporum J.Agardh

Selon Catalogue of Life (3 février 2019) :
- genre Acanthococcus
- genre Austroclonium
- genre Calliblepharis
- genre Craspedocarpus
- genre Cystoclonium
- genre Erythronaema
- genre Fimbrifolium
- genre Gloiophyllis
- genre Hypnea
- genre Hypneocolax
- genre Peltasta
- genre Rhodophyllis
- genre Stictosporum

Selon ITIS (3 février 2019) :
- genre Calliblepharis Kützing
- genre Cystoclonium Kützing
- genre Hypnea J.V.Lamouroux
- genre Rhodophyllis Kützing

Selon NCBI (3 février 2019) :
- genre Austroclonium
- genre Calliblepharis Ktzing, 1843
- genre Craspedocarpus
- genre Cystoclonium
- genre Erythronaema
- genre Fimbrifolium
- genre Gloiophyllis
- genre Hypneocolax Boergesen, 1920
- genre Rhodophyllis
- genre Stictosporum

Selon World Register of Marine Species (3 février 2019) :
- genre Acanthococcus J.D.Hooker & Harvey, 1845
- genre Austroclonium Min-Thein & Womersley, 1976
- genre Calliblepharis Kützing, 1843
- genre Craspedocarpus F.Schmitz, 1897
- genre Cystoclonium Kützing, 1843
- genre Erythronaema J.Agardh, 1892
- genre Fimbrifolium G.I.Hansen, 1980
- genre Gloiophyllis J.Agardh, 1890
- genre Hypnea J.V.Lamouroux, 1813
- genre Hypneocolax Børgesen, 1920
- genre Peltasta J.Agardh, 1892
- genre Rhodophyllis Kützing, 1847
- genre Stictosporum J.Agardh, 1890

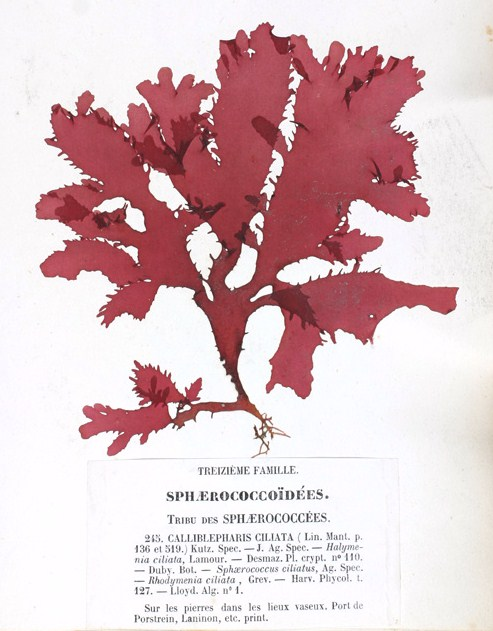
Calliblepharis ciliata, planche de l'herbier des frères Crouan (Pierre-Louis et Hippolyte-Marie).
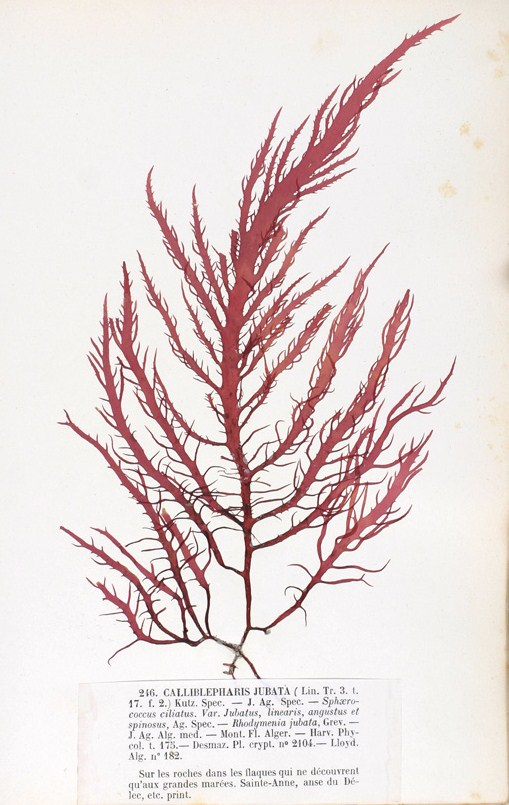
Calliblepharis jubata, planche de l'herbier des frères Crouan (Pierre-Louis et Hippolyte-Marie).